# Gabriel Chocobar
Gabriel Fabrício Chocobar (Isidro Casanova, 5 agosto 1999) è un calciatore argentino, difensore del Montevideo City Torque.

## Carriera
Cresciuto nel settore giovanile del River Plate, nel 2021 si trasferisce in Uruguay al Montevideo City Torque; debutta fra i professionisti il 18 febbraio in occasione dell'incontro di Primera División Profesional de Uruguay pareggiato 1-1 contro il Dep. Maldonado.
Nell'agosto seguente viene ceduto in prestito al Liverpool (M) fino al termine della stagione.

## Statistiche

### Presenze e reti nei club
Statistiche aggiornate al 25 ottobre 2021.
| Stagione        | Squadra                | Campionato      | Campionato | Campionato | Coppe nazionali | Coppe nazionali | Coppe nazionali | Coppe continentali | Coppe continentali | Coppe continentali | Altre coppe | Altre coppe | Altre coppe | Totale | Totale |
| Stagione        | Squadra                | Comp            | Pres       | Reti       | Comp            | Pres            | Reti            | Comp               | Pres               | Reti               | Comp        | Pres        | Reti        | Pres   | Reti   |
| --------------- | ---------------------- | --------------- | ---------- | ---------- | --------------- | --------------- | --------------- | ------------------ | ------------------ | ------------------ | ----------- | ----------- | ----------- | ------ | ------ |
| 2020            | Montevideo City Torque | PD              | 3          | 1          |                 | -               | -               |                    | -                  | -                  |             | -           | -           | 3      | 1      |
| 2021            | Montevideo City Torque | PD              | 5          | 1          |                 | -               | -               | CS                 | 0                  | 0                  |             | -           | -           | 5      | 1      |
| 2021            | Liverpool (M)          | PD              | 8          | 0          |                 | -               | -               |                    | -                  | -                  |             | -           | -           | 8      | 0      |
| Totale carriera | Totale carriera        | Totale carriera | 16         | 2          |                 | -               | -               |                    | 0                  | 0                  |             | -           | -           | 16     | 2      |